# Fatou (Gorilla)

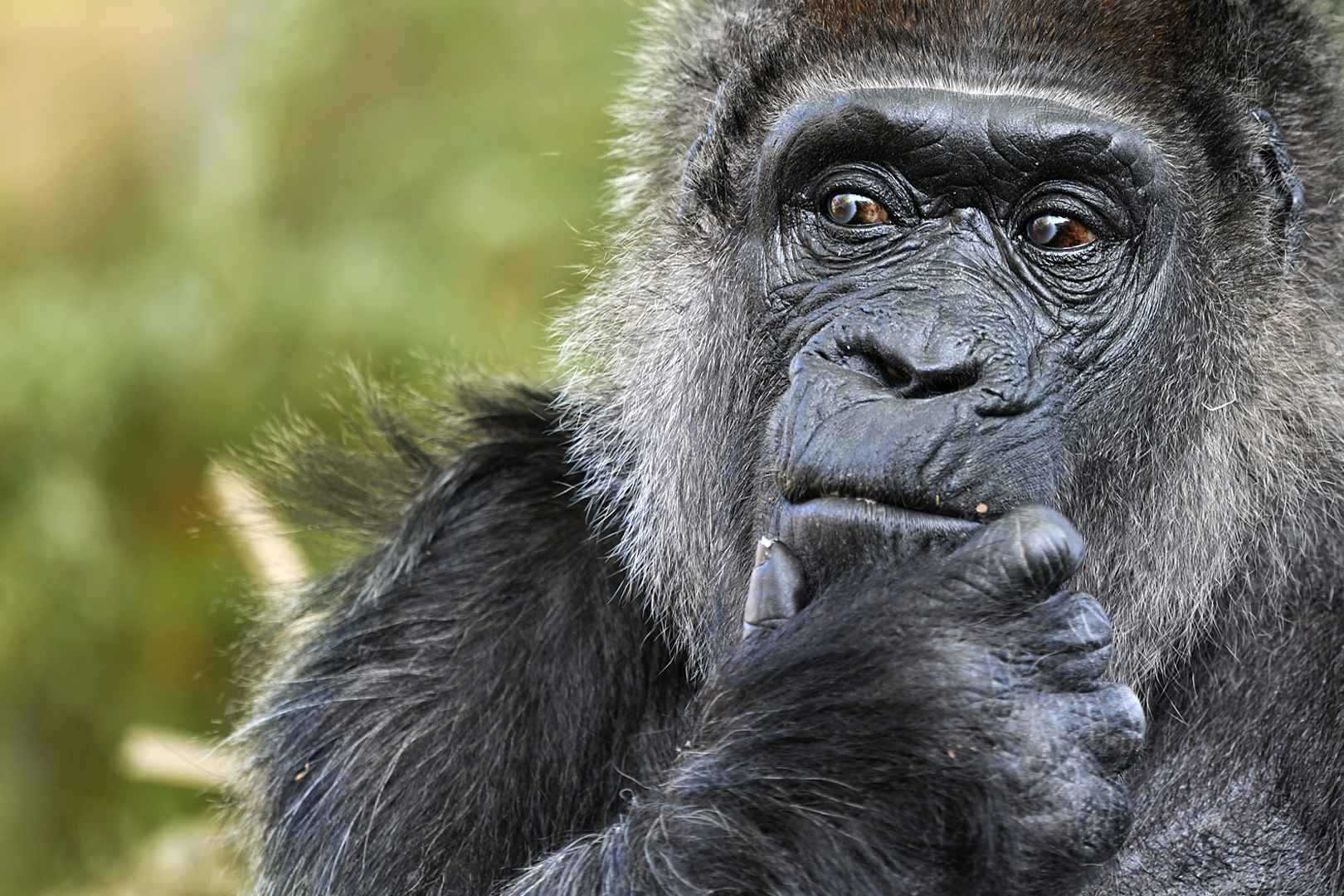
Fatou im Oktober 2019

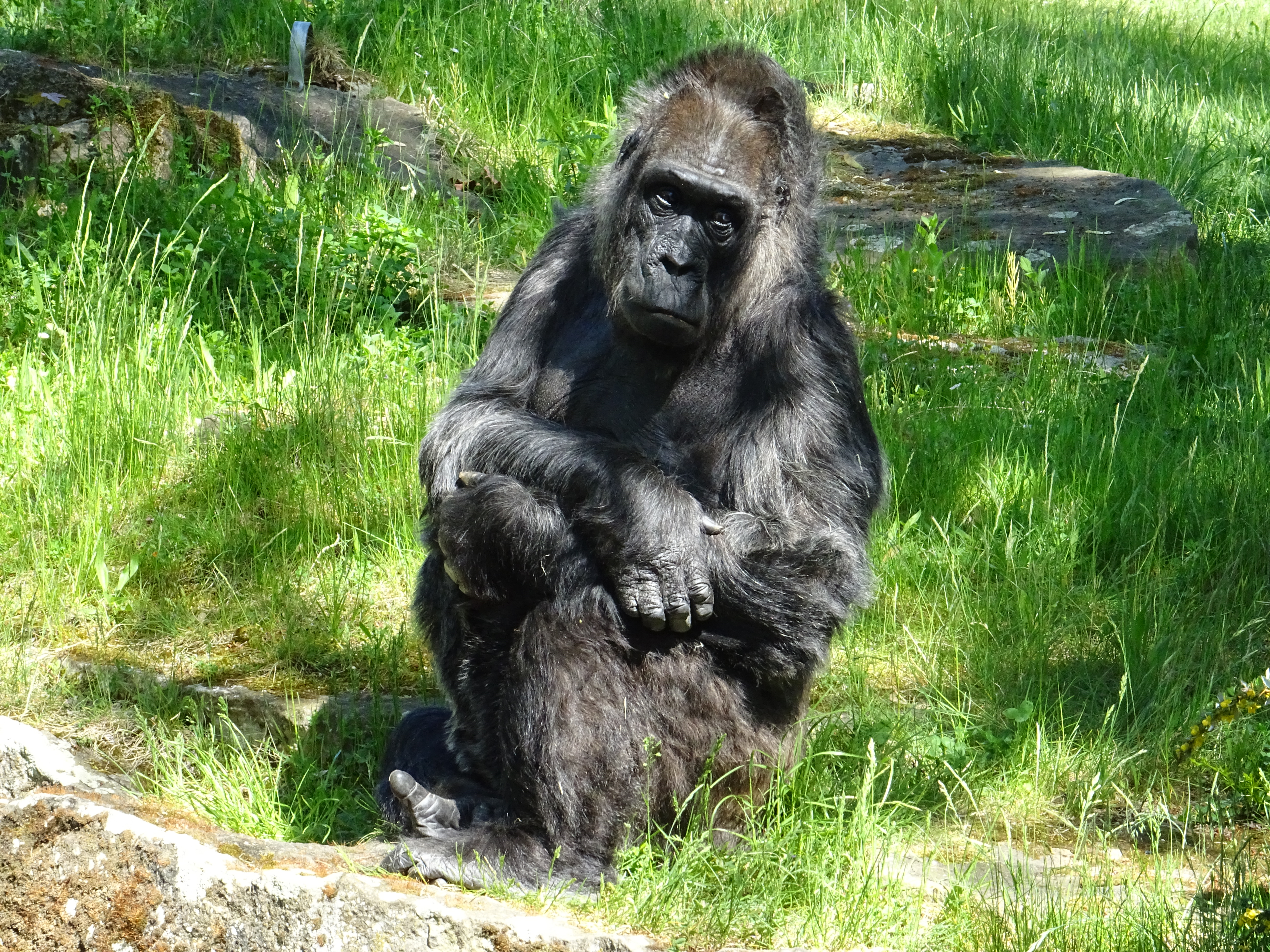
Fatou im Mai 2018

Fatou (* vermutlich 1957 in Afrika) ist ein weiblicher Westlicher Flachlandgorilla, der seit 1959 im Zoologischen Garten Berlin lebt. Sie gilt als der Gorilla mit dem höchsten bisher dokumentierten Alter.

## Leben
Geboren wurde Fatou in Afrika in freier Wildbahn. Ein französischer Matrose brachte sie von dort nach Marseille, wo er sie 1959 in einer Hafenbar in Zahlung gab, als er seine Rechnung nicht bezahlen konnte. Die Wirtin kontaktierte den Berliner Zoo, der damals bereits für seine Affenhaltung bekannt war. Der Zoo war bereit, den jungen Gorilla aufzunehmen. Gemeinsam mit Fatou in der Kabine flog die Wirtin daraufhin am 11. Mai 1959 nach Berlin, wo sie bei der Landung am Flughafen Tempelhof von Tierpflegern in Begleitung des männlichen Gorillas Knorke in Empfang genommen wurden. Fatous Alter wurde auf zwei Jahre geschätzt, woraus sich 1957 als wahrscheinliches Geburtsjahr ergibt.
Knorke starb 1963. 1965 wurde im Zoo Berlin ein neuer männlicher Gorilla aufgenommen, der ebenfalls den Namen Knorke erhielt. Er zeugte mit Fatou das Gorillaweibchen Dufte, das 1974 als erster Gorilla in Berlin zur Welt kam. Trotz der fehlenden Erfahrung mit der Aufzucht von Jungtieren durch ihre frühe Trennung von der Mutter zog Fatou die Tochter ohne Probleme auf. Zwischen 1983 und 1985 wurden wegen Umbauarbeiten zwei Gorillas aus dem Tiergarten Nürnberg im Zoo Berlin gehalten. Bei dem Versuch, den Gorilla Fritz mit Fatou und Dufte in Kontakt zu bringen, fügte Fritz beiden nicht unwesentliche Bissverletzungen zu.
Fatous Tochter Dufte starb 2001, deren Vater Knorke 2003. Später wurde Fatou mit der etwa zwei Jahre jüngeren Gigi von den jüngeren Gorillas des Zoos getrennt, weil die beiden mit deren wilden Spielen nicht mehr zurechtkamen. Seit Gigis Tod im Jahr 2009 lebt Fatou heute allein in unmittelbarer Nähe zum Gehege der anderen Gorillas.
Seit dem Tod des Gorillaweibchens Colo im Zoo von Columbus, Ohio, gilt Fatou als ältester lebender Gorilla. Diesen Rekord teilte sie sich bis zu deren Tod im Juli 2019 mit Trudy aus dem Zoo in Little Rock, Arkansas. Trudy war ebenfalls in Freiheit geboren, sodass auch ihr Geburtsjahr nur geschätzt wurde. Mit einem geschätzten Alter von 67 Jahren gilt Fatou als der älteste bisher dokumentierte Gorilla. Über Fatous Geburtstag, der jährlich am 13. April gefeiert wird, wird national und international berichtet.